# Dufourea malacothricis
Dufourea malacothricis är en biart som beskrevs av Timberlake 1939. Dufourea malacothricis ingår i släktet solbin, och familjen vägbin. Inga underarter finns listade i Catalogue of Life.